# Rithora
Rithora là một thị xã và là một nagar panchayat của quận Bareilly thuộc bang Uttar Pradesh, Ấn Độ.

## Nhân khẩu
Theo điều tra dân số năm 2001 của Ấn Độ, Rithora có dân số 14.044 người. Phái nam chiếm 53% tổng số dân và phái nữ chiếm 47%. Rithora có tỷ lệ 33% biết đọc biết viết, thấp hơn tỷ lệ trung bình toàn quốc là 59,5%: tỷ lệ cho phái nam là 41%, và tỷ lệ cho phái nữ là 24%. Tại Rithora, 22% dân số nhỏ hơn 6 tuổi.